# Concepción Zendrera Tomás
Concepción Zendrera Tomás, conocida familiarmente como Conchita Zendrera (Barcelona, 15 de noviembre de 1919 - Esplugas de Llobregat, 31 de julio de 2020) fue una editora y traductora española cuya carrera profesional se desarrolló en Editorial Juventud.

## Biografía
Zendrera era hija de José Zendrera Fecha, fundador de Editorial Juventud y en 1939 —a los veinte años de edad— comenzó a trabajar en el negocio familiar. En 1944 ya era la responsable de la sección infantil. En una época en la que la presencia femenina en puestos directivos era escasa, Zendrera sentó las bases del catálogo infantil de Juventud.
Un viaje de la familia Zendrera en 1956 a la editorial Casterman, en la ciudad belga de Tournai, para asistir a la Feria Internacional del Libro Infantil y Juvenil de Bolonia, le permitió descubrir Las aventuras de Tintín, la principal obra de Hergé. A partir de ese momento se empeñó en que Juventud publicara la obra en español. Los libreros españoles y también algunos trabajadores de la misma editorial se mostraron reacios a una obra que consideraban no iba a tener éxito debido a su elevado coste —setenta y cinco pesetas en una época en que los tebeos costaban diez como mucho—— pero Zendrera perseveró. Ella misma se ocupó de traducir El tesoro de Rackham el Rojo, que fue el primer álbum publicado por Juventud. Se permitió licencias como rebautizar a los torpes detectives Dupont y Dupond como Hernández y Fernández y tuvo dificultades para traducir los insultos del capitán Haddock. Como ella misma diría años más tarde, intentó que el lenguaje fuera comprensible por los niños de habla hispana. El éxito acompañó a Tintín desde el primer momento y al primer álbum siguieron todos los demás.
Fue también Zendrera quien publicó la serie de novelas de Los Cinco, de la escritora inglesa Enid Blyton; los Cuentos por teléfono del italiano Gianni Rodari y los libros de Pippi Calzaslargas, de la autora sueca Astrid Lindgren. En los años setenta conoció la obra del ilustrador japonés Mitsumasa Anno y emprendió su publicación.
Gran parte de las obras infantiles publicadas por Zendrera y Juventud también fueron editadas en catalán.
Zendrera se retiró a principios de los años 1990 a la edad de setenta y tres años. Falleció el 31 de julio de 2020 a los cien años de edad.
En 2019 la asociación 1001 publicó una historieta en catalán titulada Com Tintín va arribar al nostre país, y subtitulada Les aventures de Conxita Zendrera, que constituía un homenaje a la editora y traductora.